# Dipoena praecelsa
Dipoena praecelsa är en spindelart som beskrevs av Simon 1914. Dipoena praecelsa ingår i släktet Dipoena och familjen klotspindlar.
Artens utbredningsområde är Frankrike. Inga underarter finns listade i Catalogue of Life.